# Heidt (Quartier)
Das Wuppertaler Wohnquartier Heidt (früher auch Heydt) ist eines von drei Wohnquartieren des Stadtbezirks Heckinghausen. Das Quartier ist aus einem der mittelalterlichen Ursprungshöfe Barmens hervorgegangen, dem Hofgut am Heidt, das sich südwestlich des Fleckens Gemarke befand. Der Heidt bildete die Südstadt der ehemaligen Großstadt Barmen.

## Geographie

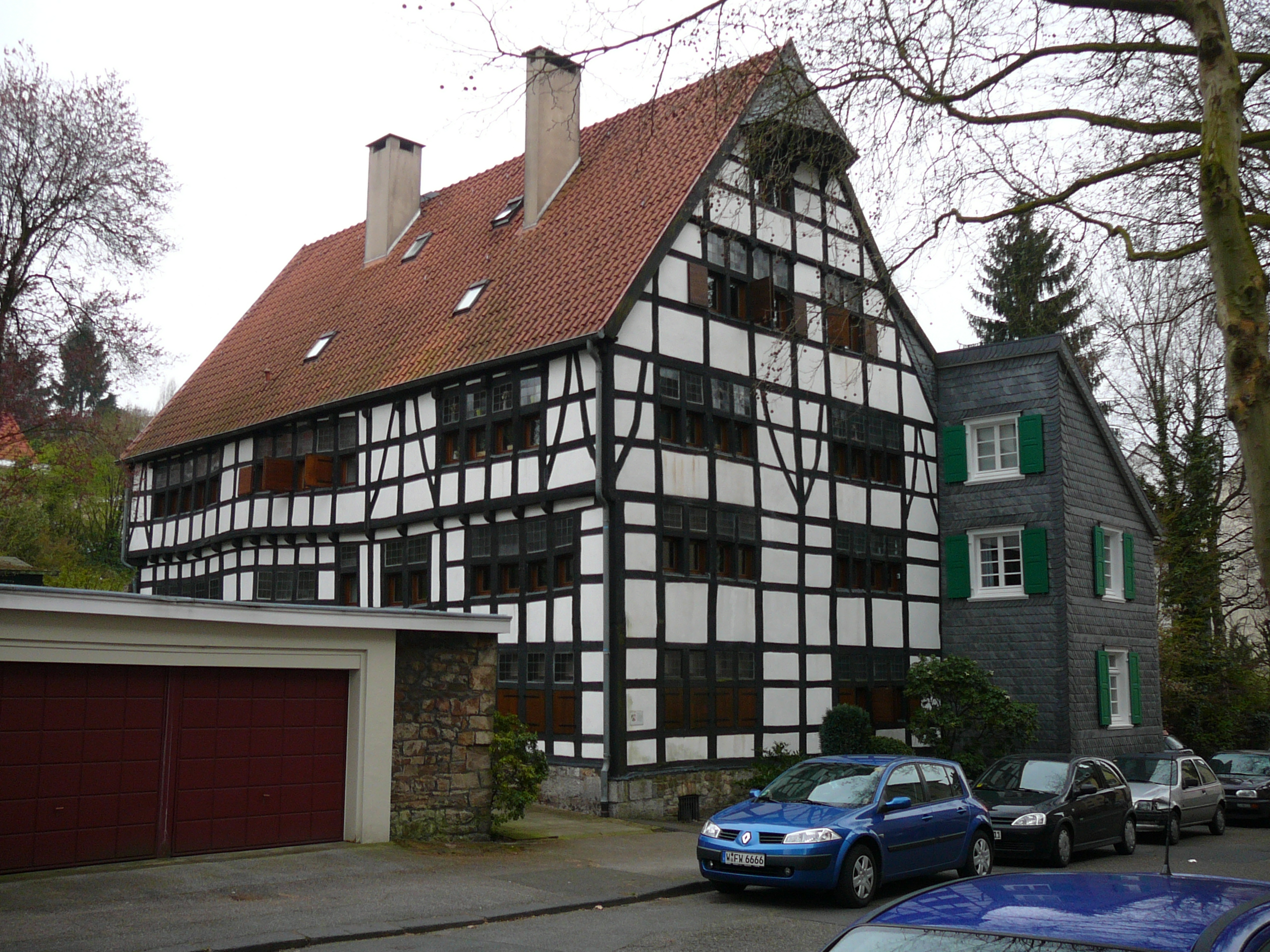
Hofeshaus Lütterkus-Heidt

Das 1,52 km² große Wohnquartier wird im Osten von den Straßen Untere Lichtenplatzer Straße, Freiligrathstraße, Grillparzerweg, Lönsstraße, Mörikestraße und Forestastraße, im Süden von dem Höhenrücken im Barmer Wald, im Westen von der Oberen Lichtenplatzer Straße und Fischertal und im Norden von der Bahnstrecke Elberfeld–Dortmund begrenzt.
Im Uhrzeigersinn umgeben die Wohnquartiere Barmen-Mitte, Heckinghausen, Hammesberg, Lichtenplatz, Kothen und Friedrich-Engels-Allee das Quartier.
Der Norden und der Osten ist von geschlossener innerstädtischer Wohnbebauung geprägt, während der mittlere Teil, der Westen und der Süden von den Flächen der Barmer Anlagen, des Barmer Waldes und des Barmer Ehrenfriedhofs eingenommen wird. Nach Süden steigt das Gelände um 200 Höhenmeter an.
Die städtische Bebauung am Clef (v. lat. clivus – Hügel, allmähliche Ansteigung) entstand während des Baubooms im 19. Jahrhundert; den Berg hinauf wird die Bebauung lockerer und geht in ein Villenviertel über. Seinen höchsten Punkt erreicht das Quartier im Barmer Wald in der Nähe des Toelleturms, der bereits zu Barmen-Lichtenplatz gehört.
Das Hofeshaus Lütterkus-Heidt, das am Ende des 16. Jahrhunderts errichtet wurde, gilt als ältestes Fachwerkhaus Barmens. Im Laufe des 20. Jahrhunderts wurde es restauriert und 1986 eingeweiht.

## Etymologie und Geschichte

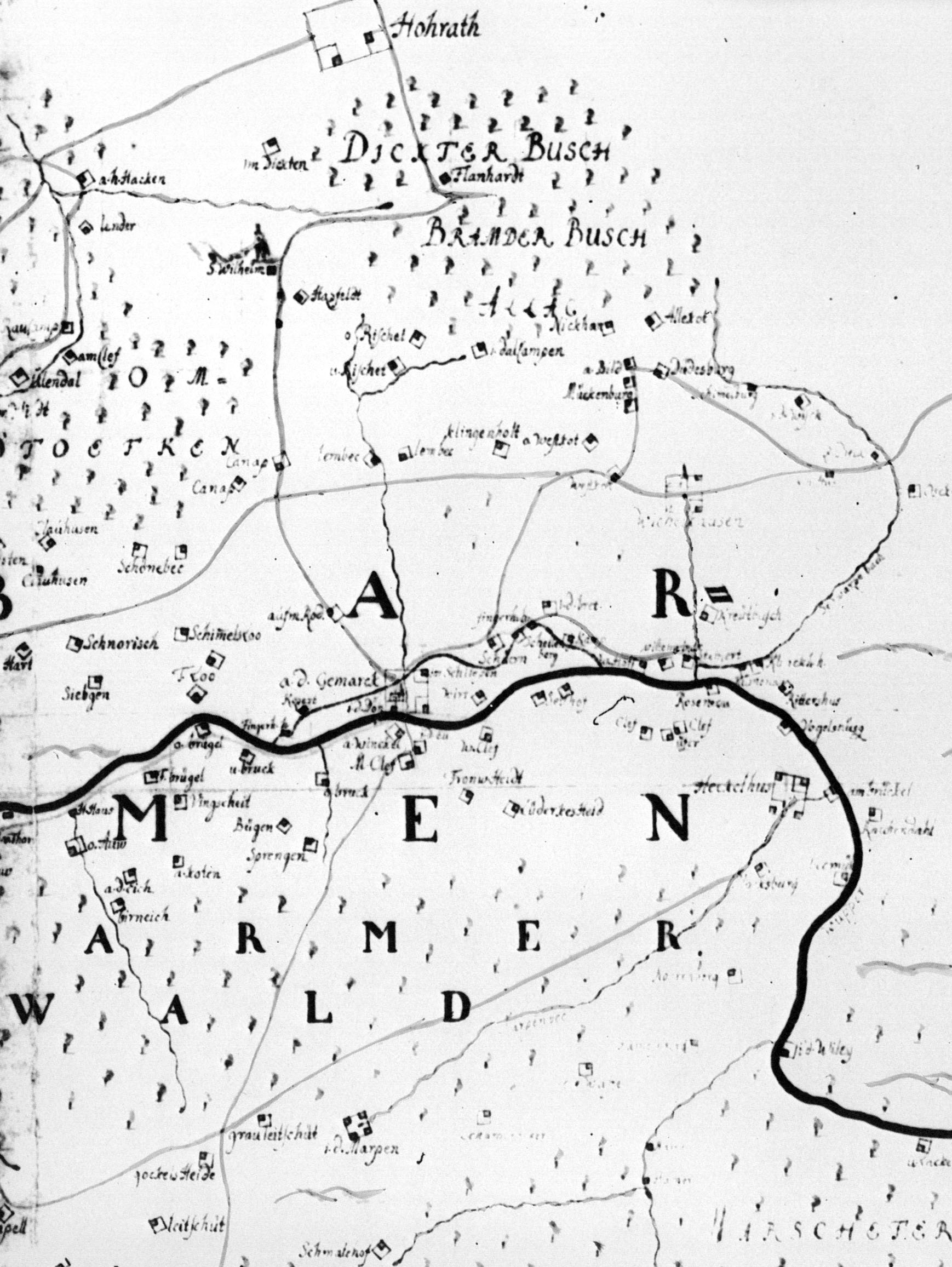
Karte der Hofschaften im Gebiet des heutigen Barmen von Erich Philipp Ploennies (1715)

Heidt, Heydt, Heed bezeichnet ein unbebautes, waldloses Gebiet, siehe auch Heide.
Die früheste mit Datum gesicherte Erwähnung der Heidts als Auf der Heiden stammt aus der Beyenburger Amtsrechnung (Abrechnung des Rentmeisters an die Bergisch-herzogliche Kameralverwaltung) des Jahres 1466. Aus dieser geht hervor, dass der Wohnplatz bereits zu dieser Zeit in zwei Kotten, also Höfe mit geringer Größe und Abgabenlast, unterteilt war.
Aufgrund der ungenügenden Quellenlage ist es nicht belegt, aber möglich, dass Heidt zu den bereits im Jahr 1244 genannten „Gütern in Barmen“ („Bona de Barme“) im kurkölnischen Gebiet gehörte, die von dem Grafen Ludwig von Ravensberg als Allod in den Besitz der Grafen von Berg unter Graf Heinrich IV. übergingen. Territorial lag das Gebiet um Heidt als Teil von Oberbarmen bis zum Anfang des 14. Jahrhunderts zum kurkölnischen Gogerichtsbezirk Schwelm, das bis 1324 durch die Grafen von der Mark annektiert wurde. Ab 1420 gehörte es zum bergischen Amt Beyenburg und war Teil des Bauerschaft Barmen. Kirchlich gehörte es bis zur Einrichtung einer eigenen Barmer Pfarrei dem Kirchspiel Schwelm an.
1715 verzeichnet die Topographia Ducatus Montani des Erich Philipp Ploennies die benachbarten Höfe F.Heid und L.Heid (=Lütterkus Heid). Mit den übrigen Höfen in der Bauerschaft Barmen waren die Heidter Höfe bis 1806 Teil des bergischen Amtes Beyenburg.
Der Heidter Bezirk erstreckte sich im 19. Jahrhundert in Ost-West vom Fischertal bis Heckinghausen und in Nord-Süd von der Wupper bis zum Barmer Wald. Die Clever Höfe und Kotten zählten zum Bezirk.